# Спасо-Елеазаровский монастырь
Спасо-Елеазаров монастырь (Елеаза́ров во и́мя святи́телей Васи́лия Вели́кого, Григо́рия Богосло́ва и Иоа́нна Златоу́ста монасты́рь) — православный женский (ранее мужской) монастырь Псковской епархии Русской православной церкви, расположенный в деревне Елизарово Псковского района Псковской области. До 1906 года именовался Спасо-Елеазаров-Великопустынский-Трехсвятительский мужской, 2-го класса.
Основан преподобным Евфросином в 1425 году, когда им был воздвигнут храм в честь Трёх святителей с приделом в честь Онуфрия Великого. В честь основателя монастыря, принявшего в схиме своё прежнее мирское имя Елеазар, обитель стала называться Спасо-Елеазаровской.
В начале XVI века в монастыре жил старец Филофей, впервые обстоятельно развивший концепцию «Москва — третий Рим».
В 1918 году монастырь был официально упразднён, окончательно закрыт в ноябре 1923 года. В 2000 году возобновлен как женский. C мая (или августа) 2000 по май 2010 года место первой настоятельницы Спасо-Елеазарова монастыря занимала игумения Елисавета (Беляева).

## История
Название монастыря произошло от имени его предполагаемого основателя крестьянина Елеазара из села Виделебье, который в 1425 году покинул Снетогорский монастырь, где был монахом с именем Евфросин, и ушёл на берега Толвы. В 1447 году на вершине холма была построена деревянная церковь во имя Трёх Святителей. Преподобный Евфросин составил древнейший из известных именной общежительный иноческий устав (1461—1464); монастырь был первой на Псковщине «богорадной» обителью (не требовавшей вклада для поступления). Весьма деятельное участие в обустройстве пустыни принимал сподвижник Евфросина схимник Серапион. После смерти Евфросина (в 1481 году; канонизирован как общерусский святой на Соборе 1551 года в Москве), деревянная церковь стала кладбищенской, а монастырь сошёл под гору, где была выстроена новая каменная Трёхсвятительская церковь.
В начале XVI века в монастыре подвизался старец и игумен монастыря Филофей (около 1465—1542), которому приписывается формулирование концепции «Москва — третий Рим».

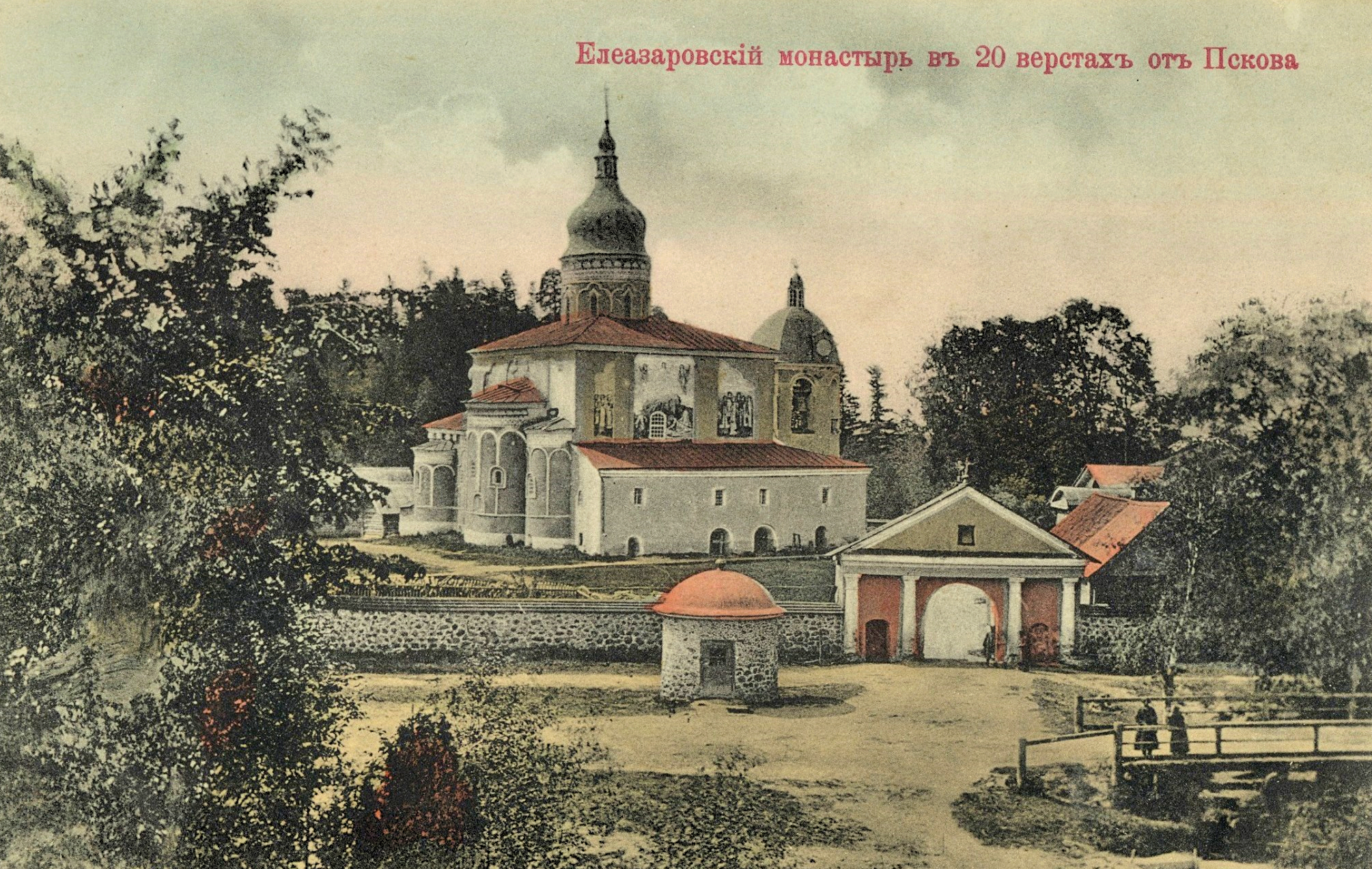
Елеазаровский монастырь в конце XIX века

Монастырь сделался центром духовной жизни Псковской земли с 1510 по 1547 годы. В годы расцвета монастыря здесь было составлено житие его основателя Евфросина, проведено редактирование Псковской первой летописи. В эти же годы в монастыре был переписан экземпляр «Слова о полку Игореве», попавший впоследствии к Алексею Мусину-Пушкину. Собор во имя Трёх Святителей (Василия Великого, Григория Богослова, Иоанна Златоуста) — построен во второй половине XVI века (около 1574 года при строителе Ферапонте) и представляет собой первоклассный образец псковской средневековой архитектуры.
Монастырь неоднократно подвергался нападению литовцев, поляков и ливонских рыцарей.

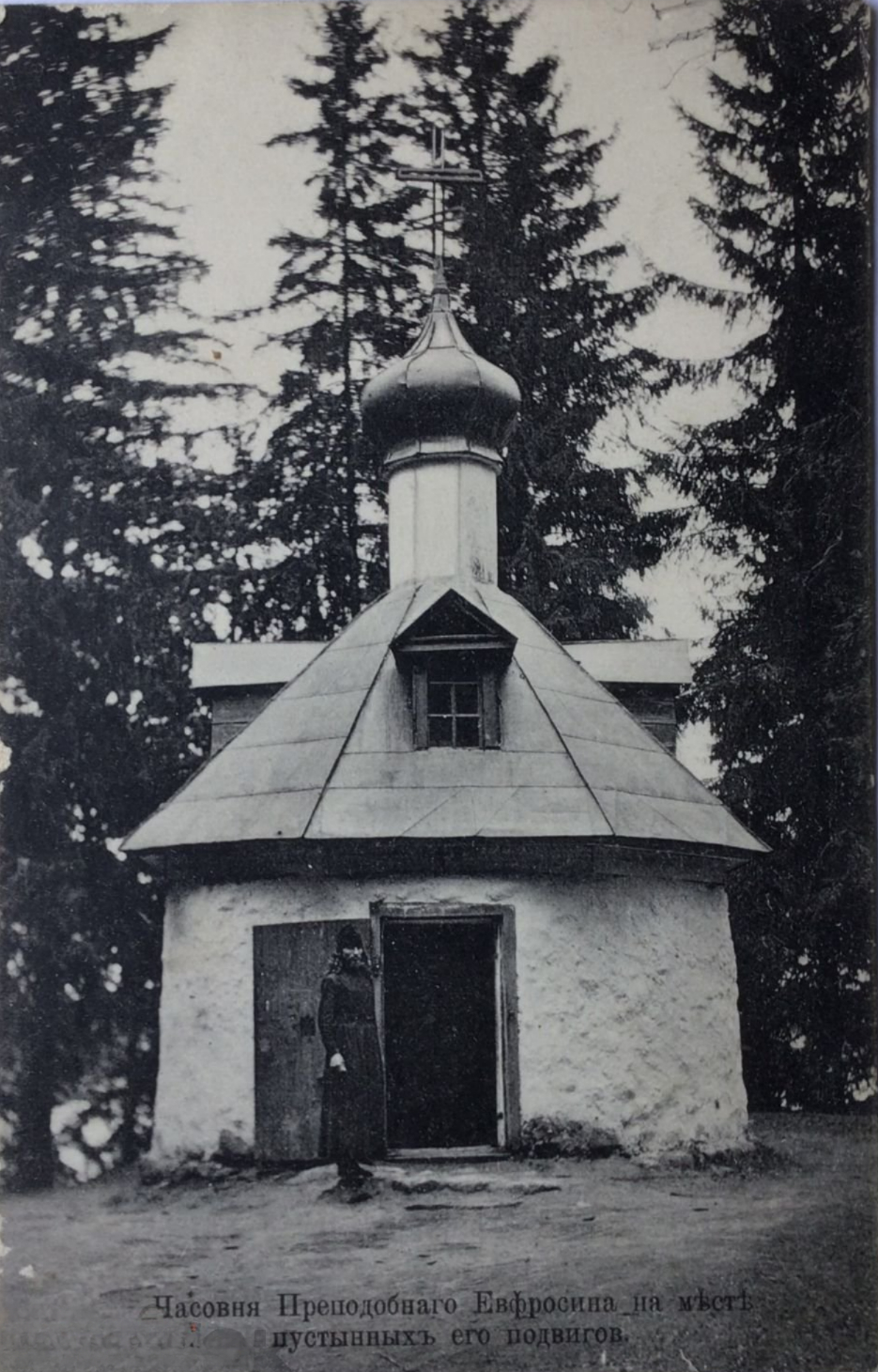
Часовня Преподобного Евфросина на месте пустынных его подвигов, фото начала XX века

После «духовных штатов» 1764 года монастырь был возведён в третий класс. Наименование Спасо-Великопустынский получил только при Екатерине II, когда по закрытии (в 1766 году) прежнего Спасо-Великопустынского монастыря его штаты были переданы Елеазаровскому, к нему же была приписана братия монастыря. В 1804 году сюда же была переведена и братия упразднённого Снетогорского монастыря. В 1813 году монастырь был возведён во второй класс. Имел подворье во Пскове на Спасской улице.
С 1855 по 1859 годы настоятелем монастыря был Порфирий (Карабиневич).
В начале XX века в Спасо-Елеазаровом монастыре жил старец Гавриил (Зырянов), ученик преподобного Амвросия Оптинского, отличавшийся прозорливостью. 3 октября 1906 года определением Святейшего синода монастырь был преобразован из штатного в общежительный; 6 октября того же года епископ Псковский Арсений (Стадницкий) возвёл настоятеля обители иеромонаха Иувеналия (Масловского) в сан игумена. Последний в 1908 году добился перевода в обитель схиархимандрита Гавриила (Зырянова), ранее уволенного с должности наместника Седмиозерной пустыни; старец Гавриил жил здесь до 1915 года.
К 1917 году в Спасо-Елеазаровом монастыре было 18 монашествующих, 15 послушников. Земельные угодья монастыря составляли 338 десятин. В 1918 году монастырь был официально упразднён, но продолжал существовать явочным порядком. Согласно постановлению губисполкома, с 1 сентября 1921 года помещения бывшего Елеазаровского монастыря были переданы под устройство санатория для туберкулёзных детей. Монастырь окончательно закрыт в ноябре 1923 года. До 1999 года на территории монастыря располагались детский спортивный лагерь «Щит» и жилые дома.

## Возрождение обители

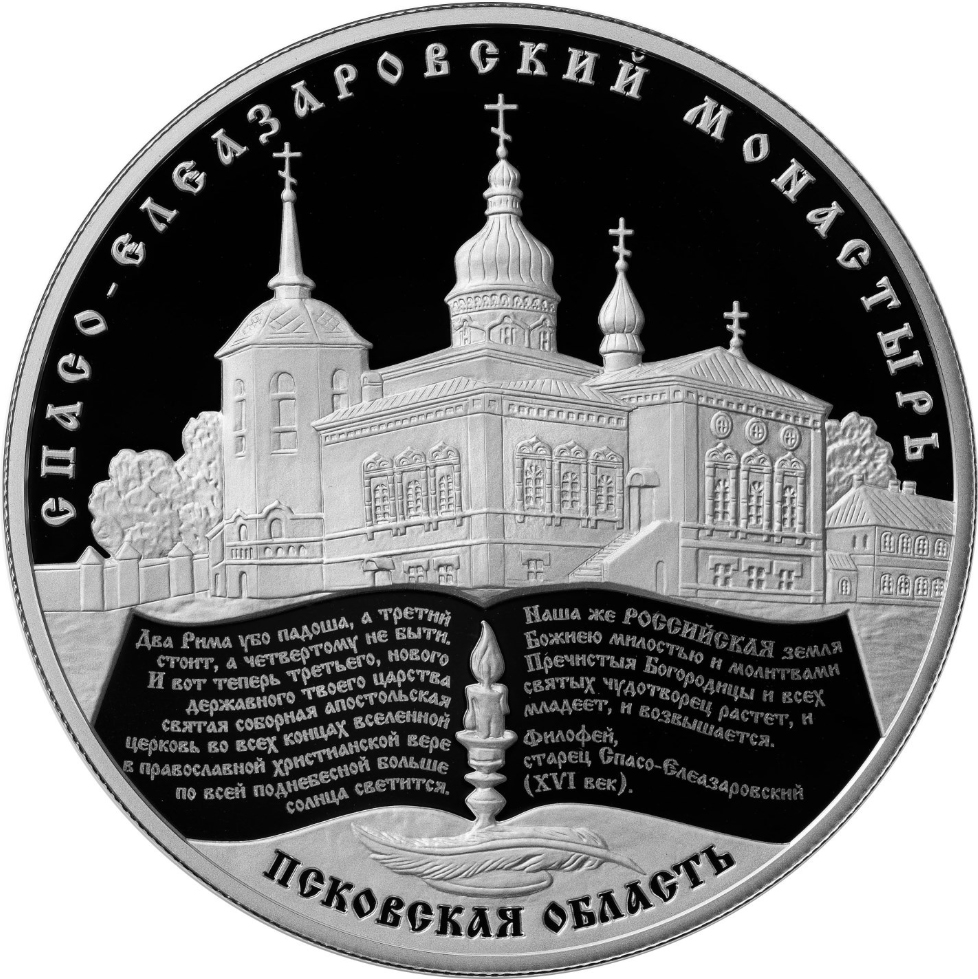
Памятная монета Банка России (2014)

В 2000 году монастырь был передан Псковской епархии. По указу архиепископа Псковского и Великолукского Евсевия (Саввина) обитель была возобновлена как женская.
В 2006 году монастырю переданы два здания подворья во Пскове с храмом Преполовения Пятидесятницы на Детской (Спасской) улице.
События в монастыре и вокруг него с конца 2000-х годов служили источником для публикаций «жёлтого» характера.
После смерти игумении Елисаветы (Беляевой) (4 июня 2010 года) обязанности настоятельницы исполняла монахиня Мария (Корх). 15 мая 2025 года настоятельницей назначена игумения Татитана (Пашкова).

19 августа 2010 года обитель посетил патриарх Московский и всея Руси Кирилл. В тот же день Псковский музей-заповедник передал монастырю икону «Спас Вседержитель Елеазаровский» XIV века. В обитель икону привёз сам патриарх.